# Dalibor Motejlek
Dalibor Motejlek (Vysoké nad Jizerou, Češka, 17. travnja 1942.), bivši češki skakač skijaš i trener skijaša skakača. Radio je u više klubova, pored ostalih SK Harrachov. Postavio je rekorde skakaonica u Oberstdorfu (skakaonica Heini Klopfer, dužina skakaonice 225 metara) od 142 metra, koji je držao od 15. do 16. veljače 1964., i time je izjednačio svjetski rekord. Sutradan ga je srušio Talijan Niko Zandanel. Drugi rekord skakonice je onaj u Bischofshofenu (skakaonica Paul Außerleitner, dužina skakaonice 140 metara) od 104,5 metra, koji je držao od 6. siječnja 1965. do 5. siječnja 1974. godine. Sudionik ZOI 1964. u Innsbrucku u objema skakačim disciplinama. Na maloj skakaonici doskočio je do 19. mjesta, a na velikoj skakaonici do 10. mjesta.
Prvi se put u međunarodnoj konkurenciji okušao na Turneji četiriju skakaonica 1960./61. U Partenkirchenu je 1. siječnja 1963. prvi je put ušao u najboljih deset, skokovima za 9. mjesto. Na Turneji četiriju skakonica 1964./65. sedmim mjestom u Oberstdorfu, petim u Innsbrucku i drugim mjestom u Bischofshofenu došao je do ukupno trećeg mjesta. Drugo mjesto u Bischofshofenu bio je njegov jedini plasman na postolje na Turneji. Sljedeće je sezone na Turneji, 1965./66. bio ukupno šesti. Na zadnjem svojem nastupu na Turneji, 1967./68., bio je ukupno deveti. Nakon aktivne skakačke karijere prešao je u športske dužnosnike. Bio je dužnosnik i trener i bio je među ostalim tehnički direktor skijaških skokova u natjecanjima Kontinentalnog pokala.
U reprezentaciji od 1960. godine.

## Vanjske poveznice
- Dalibor Motejlek - Međunarodni skijaški savez (eng.)
- Dalibor Motejlek  Arhivirana inačica izvorne stranice od 18. prosinca 2012. (Wayback Machine) - Sports-Reference (eng.)